# النواحي العليا (عبس)

تعديل مصدري - تعديل

النواحي العليا هي إحدى قرى عزلة مطولة بمديرية عبس التابعة لمحافظة حجة، بلغ تعداد سكانها 83 نسمة حسب تعداد اليمن لعام 2004.